# Бузайгыр
Бузайгы́р (баш. Буҙайғыр, баш. Буҙайғыр йылғаһы, редко баш. Боҙайғыр йылғаһы) — ручей (в других источниках, например в описании прохождения границ кадастровых кварталов территории Ишимбайского городского кадастрового района — река, документах Администрации г. Ишимбая и Ишимбайского района об реке говорит и башкирское название, включающее термин баш. йылға), протекающий в городе Ишимбае и Ишимбайском районе Башкортостана. Последний правый приток Тайрука перед его впадением в реку Белую. Протекает по посёлку Смакаево города Ишимбая. Исток находится в лесу, недалеко от вершины горы Аркаултау. Приток — Холодный ручей. Точная длина реки — 7,329 км.
У реки находится Богдановка и Смакаево.

## Роль в жизни Смакаево
В 2011 году произведена уборка русла ручья Бузайгыр, проведено огораживание его истока.

## Естественная граница города и района
От поворотной точки 13 в южном направлении по реке Бузайгыр протяженностью 3 км до поворотной точки 14, расположенной на пересечении с рекой Бузайгыр.
От поворотной точки 14 в юго-восточном направлении протяженностью 1,65 км до узловой точки 15, обозначающей место пересечения границ муниципального образования «город Ишимбай», муниципального образования Урман-Бишкадакский сельсовет и муниципального образования Байгузинский сельсовет, расположенной на пересечении реки Тайрук.
— Закон РБ от 17.12.2004 N 126-з (ред. от 16.07.2008) «О границах, статусе и административных центрах муниципальных образований в РБ»
Граница муниципального образования Юг города Ишимбая, действовавшего в 2002—2004 гг. Выписка из Закона от 25 декабря 2002 года № 426-з «Об описании границы муниципального образования „Юг“ города Ишимбая Республики Башкортостан»:

В северо-восточной части проходит по автомобильной дороге Ишимбай — Салават, далее по Индустриальному шоссе, пересекает реку Белую, идёт по улице Бульварной до реки Тайрук, пересекает реку, идёт по границе садоводческого общества «Тайрук-1» города Ишимбая и границе государственного лесного фонда Ишимбайского лесничества (квартал 62), затем по просеке между кварталами 62, 68, 61, 59 до границы с муниципальным образованием Урманбишкадакский сельсовет Ишимбайского района, поворачивает на восток и идёт по границе государственного лесного фонда (квартал 59) до ручья Бузайгыр;
в восточной части граница идет по ручью Бузайгыр до посёлка Смакаево, далее по границе муниципального образования Урманбишкадакский сельсовет Ишимбайского района до реки Тайрук, затем по границе муниципального образования Байгузинский сельсовет Ишимбайского района до южной границы города Ишимбая.
— Закон от 25.12.2002 № 426-з «Об описании границы муниципального образования Юг города Ишимбая РБ»